# Hister semenovi
Hister semenovi är en skalbaggsart som beskrevs av Reichardt 1924. Hister semenovi ingår i släktet Hister och familjen stumpbaggar. Inga underarter finns listade i Catalogue of Life.